# St. Kliment Ohridski (forskningsstation)

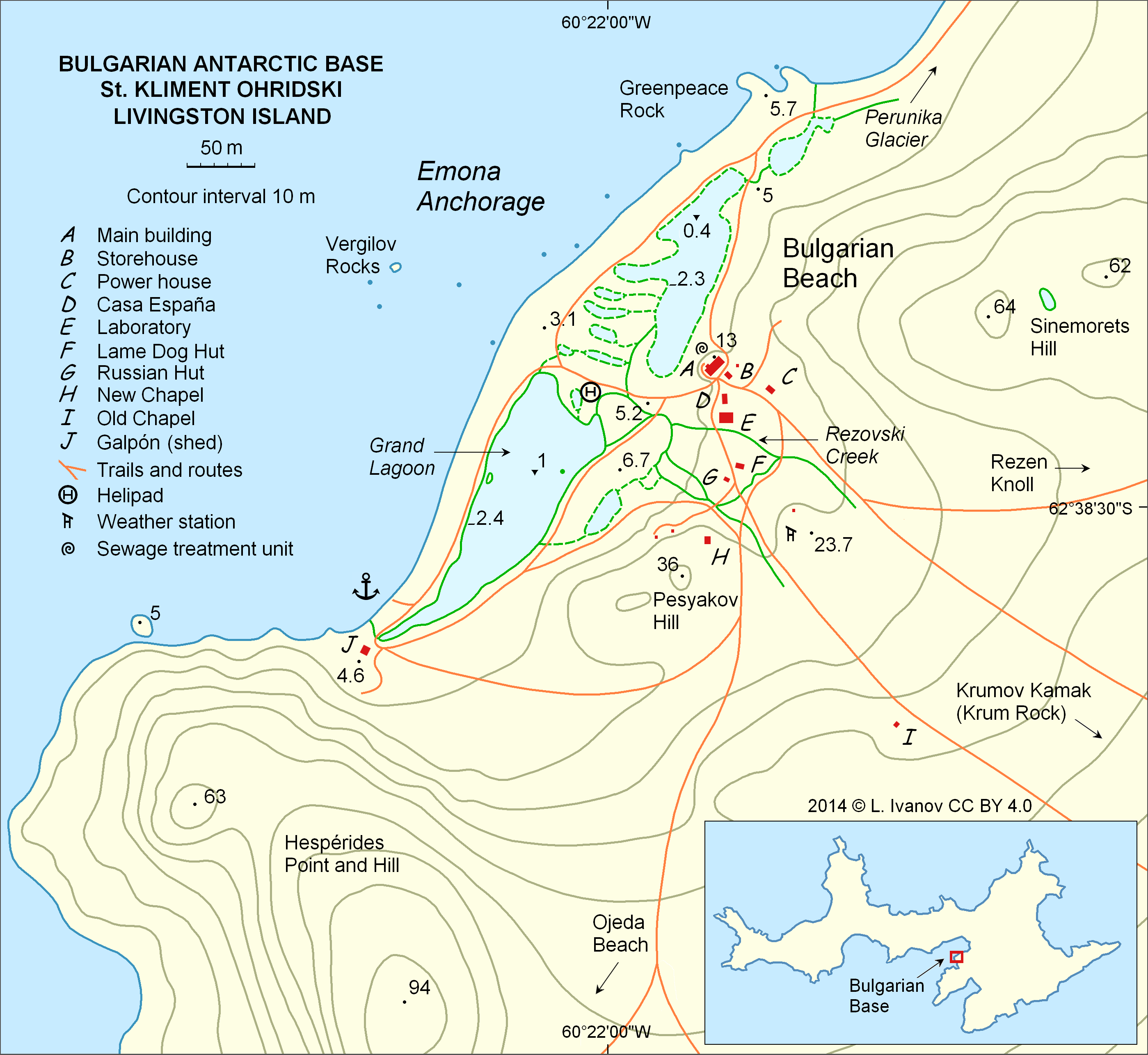
Området år 2014.

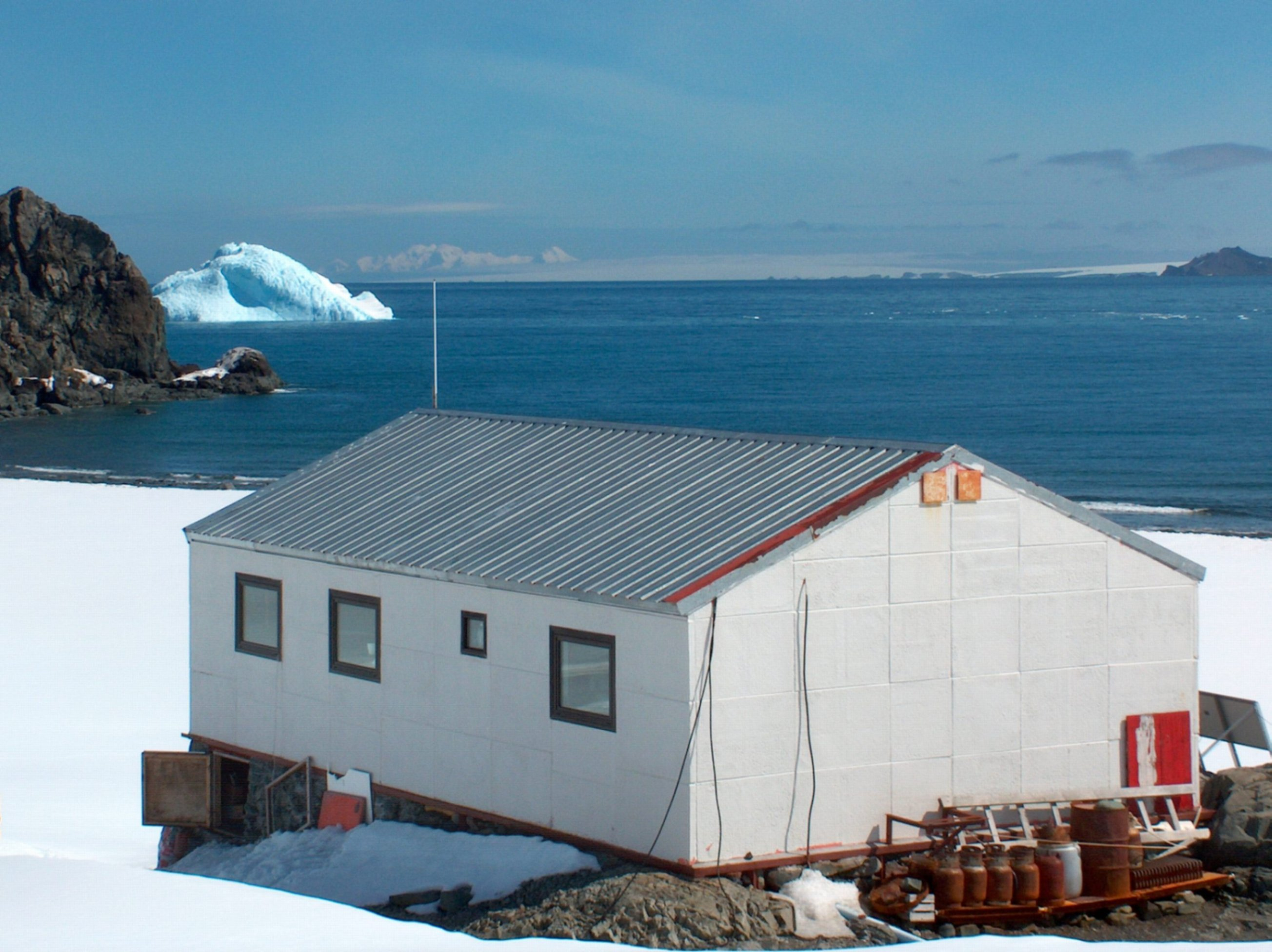
Huvudbyggnaden.

St. Kliment Ohridski (Bulgariska: База св. Климент Охридски, Baza Sv. Kliment Ohridski \'ba-za sve-'ti 'kli-ment 'o-hrid-ski\) är en bulgarisk forskningsstation i Antarktis. Den ligger på södra sidan av Livingston Island i ögruppen Sydshetlandsöarna, och är uppkallad efter Klemens av Ohrid (840-916), som var Bulgariens förste ärkebiskop. 
Stationen invigdes 1993, och används för forskning inom bland annat geologi, biologi, glaciologi och topografi.  Den besöks även av kryssningsfartyg från Hannah Point, ett mycket populärt arktiskt resmål som ligger en dryg mil västerut.
Närmaste befolkade plats är Juan Carlos I Spanish Antarctic Station, 2,5 km sydväst om St. Kliment Ohridski Base.